# Margaret Damer Dawson
Margaret Mary Damer Dawson (Burgess Hill, comtat de West Sussex, 12 de juny de 1873 – Londres, 18 de maig de 1920) va ser una destacada activista antiviviseccionista i filantropa que va cofundar el primer servei de policia britànic per a dones.

## Biografia
Margaret Dawson va néixer en una família adinerada a Burgess Hill, i va créixer a Hove. Després de la mort del seu pare, Richard Dawson, la seva mare es va tornar a casar, convertint-se en Lady Walsingham. El seu padrastre era Thomas de Grey, sisè baró Walsingham. Dawson tenia ingressos privats i va estudiar música amb el pianista austríac Benno Schoenberger a l'Acadèmia de Música de Londres.

## Activisme
Margaret Damer Dawson es va involucrar en l'antivivisecció i altres causes en favor dels drets dels animals. Va ser secretària honorària del Consell Internacional Antivivisecció creat el 1908 per Lizzy Lind af Hageby, i juntes van organitzar el Congrés Internacional Antivivisecció i per la Protecció dels Animals, a Londres, al juliol de 1909. També va ser membre activa de la Societat de Defensa Animal i Antivivisecció, una organització que va fer campanya contra l'ús d'animals al circ i contra la mort d'animals per a la carn. El 1911 vivia amb la destacada antiviviseccionista Lizzy Lind af Hageby.
D'altra banda, el 1914 ella i la periodista i activista Nina Boyle van fundar, després d'una reunió amb el comissari en cap de policia Sir Edward Henry, la primera policia femenina a la Gran Bretanya: Women Police Volunteers (WPV). Al principi, WPS, una entitat formada per 50 dones, va centrar la seva intervenció en l'àrea de Londres. Un any més tard la parella es va separar a causa dels desacords sobre el paper de l'organització i Dawson va fundar i dirigir una nova organització, el Servei de Policia de Dones (anomenat Servei Auxiliar de Dones, després de la Primera Guerra Mundial), tot i que la WPV de Boyle es va mantenir, amb algunes patrulles.
Al final de la guerra se li va demanar que assessorés la Comissió Baird, que analitzava la contractació de dones en funcions de policia. La WPS tenia aleshores més de 350 membres i s'esperava que, en tornar els soldats del front, moltes dones se'n tornarien cap a casa. Però la Comissió Baird va acordar que les dones podien ser agents a les forces policials d'Anglaterra, Gal·les i Escòcia, tot i que el comissari en cap s'hi va mostrar especialment hostil.
Dawson havia defensat que la policia femenina havia d'estar completament separada del servei masculí, però el seu punt de vista no va prevaler. Va morir prematurament d'un atac de cor el 1920. El seu paper de lideratge va ser assumit per Mary Allen, que havia estat assistenta seva durant molts anys. Havien viscut juntes durant la Primera Guerra Mundial, i havien mantingut una estreta relació professional i personal.
Margaret Damer Dawson va ser enterrada a Lympne el 22 de maig de 1920 després d'un funeral al qual van assistir altres dones policies. Es va erigir un memorial en honor seu a la cantonada del cementiri de Lympne.

## Reconeixements
Finlàndia i Dinamarca li van concedir medalles de plata per la seva tasca en favor dels drets dels animals.
Dawson i Mary Allen, la seva segona en el comandament del Servei de Policia de Dones, van rebre l'Orde de l'Imperi Britànic el 1918.
A la casa de Dawson, al número 10 de Cheyne Walk, al barri de Chelsea, de Londres, hi ha una placa per commemorar-la.